# Jak wielbłąd przez ucho igielne
Jak wielbłąd przez ucho igielne (cz. Velbloud uchem jehly) – czechosłowacki czarno-biały historyczny film komediowy z 1937 w reżyserii i według scenariusza Otakara Vávry i Hugo Haasa. Adaptacja sztuki scenicznej Františka Langera „Velbloud uchem jehly”.

## Obsada
- Hugo Haas jako Josef Pešta
- Antonie Nedošinská jako Aloise Peštová
- Jiřina Štěpničková jako Zuzka Peštová
- Rudolf Deyl starszy jako fabrykant Adolf Vilím
- Pavel Herbert jako Alík Vilím
- Oldřich Nový jako lokaj Alfons
- Eduard Blažek jako sekretarz
- Růžena Šlemrová jako fabrykantka Štěpánová
- Adina Mandlová jako Nina Štěpánová
- Jindřich Plachta jako Pavel Bezchyba
- František Roland jako Andrejs
- Jan Pivec jako Fred
- Božena Šustrová jako przyjaciółka
- Josef Gruss jako Otto
- Jan Šebor jako członek klubu
- Jarmila Švabíková jako członek klubu
- Alfred Baštýř jako członek klubu
- Eliška Pleyová jako członek klubu
- Lída Otáhalová jako członek klubu
- Svatopluk Beneš jako członek klubu
- André Černoušek jako członek klubu
- Anna Gabrielová jako członek klubu
- Marie Přikrylová jako członek klubu
- Milka Balek-Brodská jako gospodyni
- Jiří Vasmut jako portier w fabryce
- Antonín Hodr jako pełnomocnik Štěpánovej
- Jan W. Speerger jako mleczarz
- Milada Smolíková jako mleczarka
- Vladimír Štros jako student
- Marie Ježková jako trafikantka
- Ela Poznerová jako aktorka w filmie „Podróż do raju”
- Josef Wanderer jako bileter w kinie

## Źródła
- Jak wielbłąd przez ucho igielne (1937) w bazie IMDb (ang.)
- Jak wielbłąd przez ucho igielne w bazie Filmweb
- Velbloud uchem jehly w bazie Kinobox.cz (cz.)
- Velbloud uchem jehly. w bazie ČSFD.cz. (cz.).
- Velbloud uchem jehly. w bazie FDb.cz. (cz.).